# Lista över vattendrag i Spanien
Detta är en lista över Spaniens 10 längsta floder
| Nr | Flod         | Längd (km) | Längd (km) | Avrinningsområde (km2) | Avrinningsområde (km2) | Medel- vattenflöde (m3/s) | Källa                   | Mynnar i     |
| Nr | Flod         | Totalt     | I Spanien  | Totalt                 | I Spanien              | Medel- vattenflöde (m3/s) | Källa                   | Mynnar i     |
| -- | ------------ | ---------- | ---------- | ---------------------- | ---------------------- | ------------------------- | ----------------------- | ------------ |
| 1  | Tajo         | 1 007      | 863        | 80 600                 | 55 700                 | 444                       | Sierra de Albarracín    | Atlanten     |
| 2  | Ebro         | 910        | 910        | 86 100                 | 85 362                 | 426                       | Fontibre                | Medelhavet   |
| 3  | Duero        | 895        | 684        | 97 299                 | 78 952                 | 700                       | Picos de Urbión         | Atlanten     |
| 4  | Guadiana     | 818        | 602        | 67 733                 | 55 513                 | 164                       | Villarrubia de los Ojos | Atlanten     |
| 5  | Guadalquivir | 657        | 657        | 57 101                 | 57 101                 | 78                        | Sierra de Cazorla       | Atlanten     |
| 6  | Júcar        | 498        | 498        | 21 578,5               | 21 578,5               | 29                        | Cerro de San Felipe     | Atlanten     |
| 7  | Genil        | 337        | 337        | 8 278                  | 8 278                  |                           | Sierra Nevada           | Guadalquivir |
| 8  | Segura       | 325        | 325        | 14 936                 | 14 936                 |                           | Cordillera Subbética    | Medelhavet   |
| 9  | Miño         | 310        | 310        | 16 275                 | 16 275                 | 340                       | Pedregal de Irimia      | Atlanten     |
| 10 | Turia        | 280        | 280        | 6 393,6                | 6 393,6                |                           | Montes Universales      | Guadalquivir |